# Улица Гагарина (Братислава)

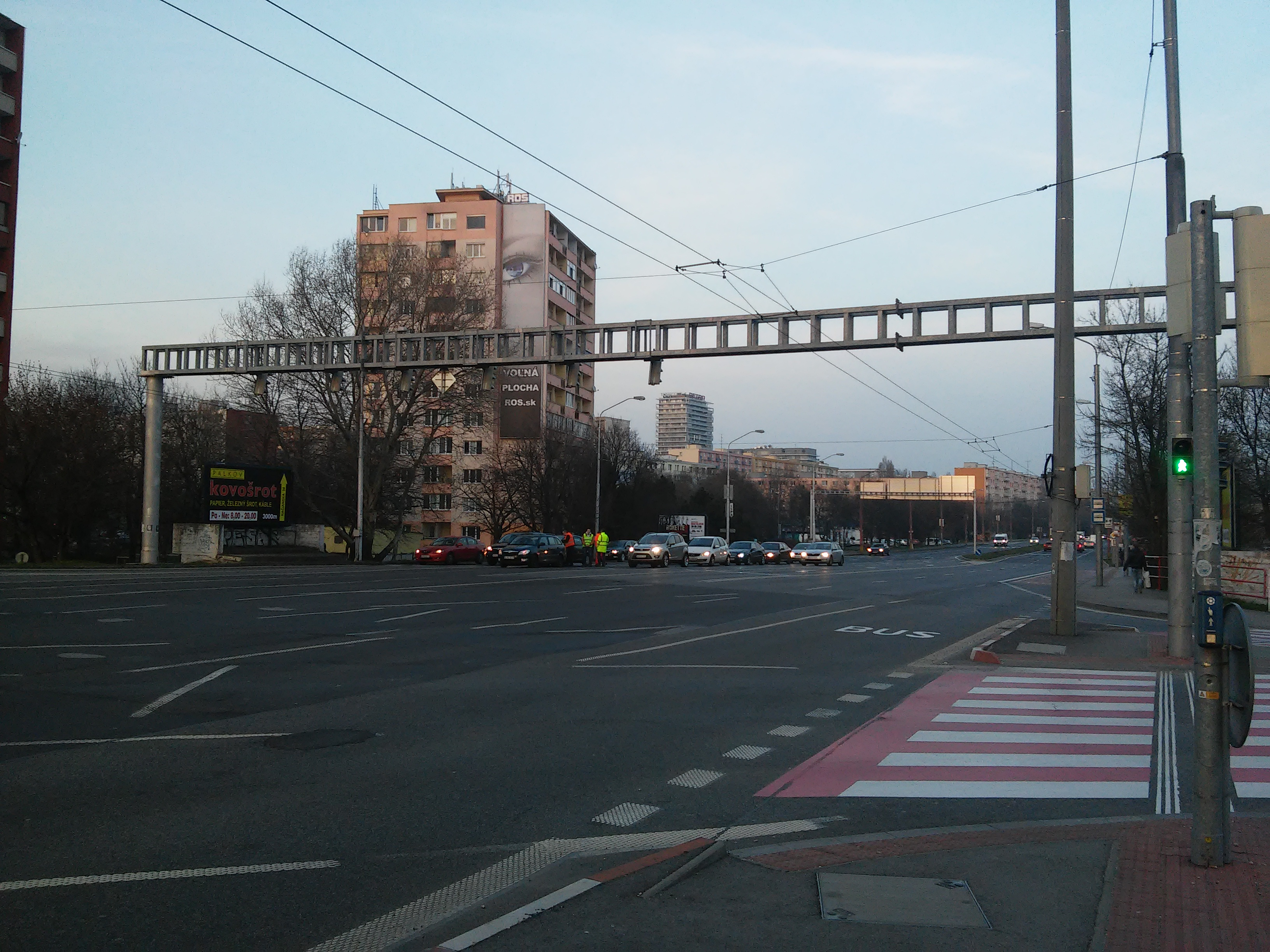
Начало улицы Гагарина, на пересечении с Байкальской улицей

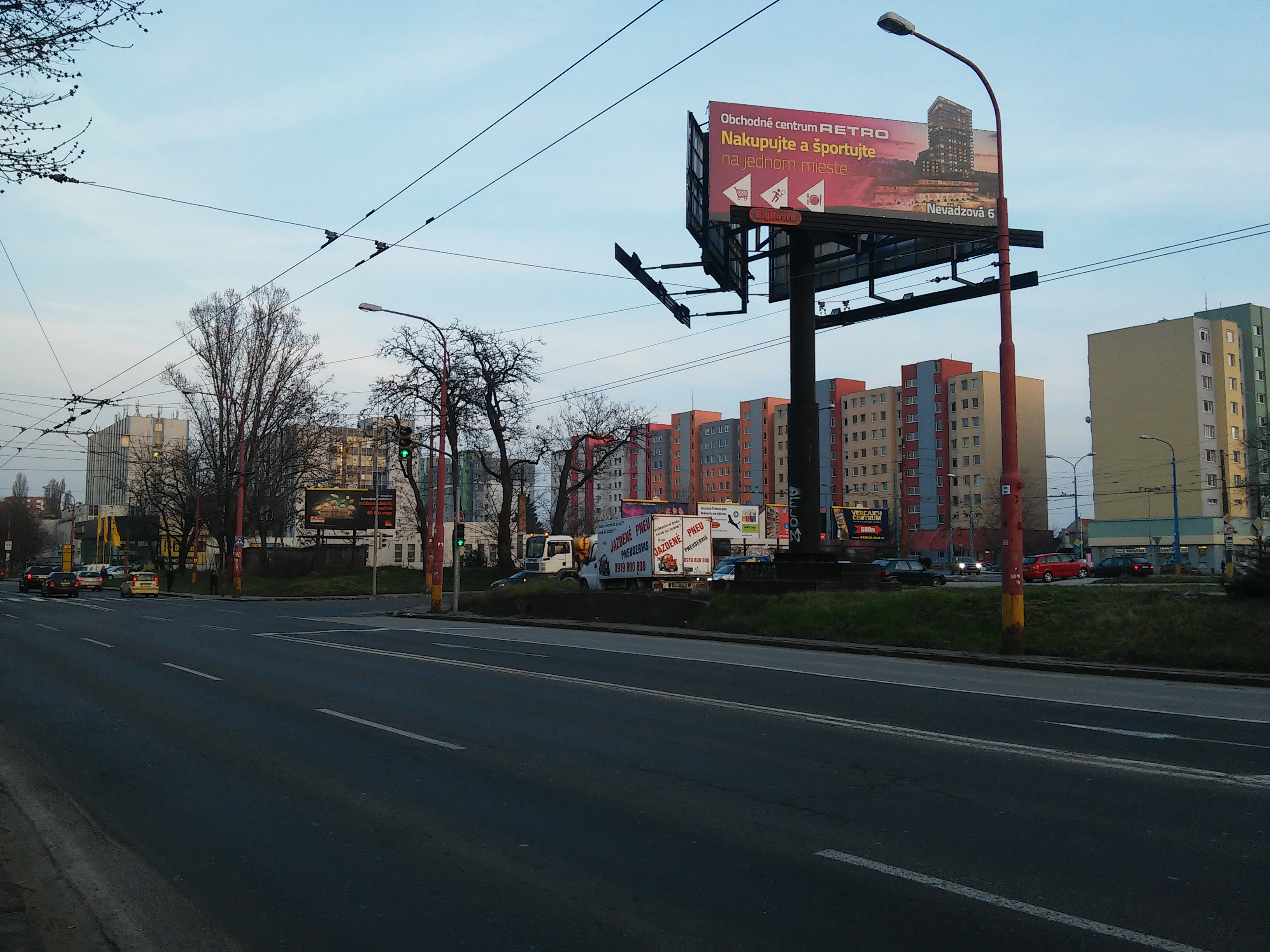
Улица Гагарина

Улица Гагарина (словац. Gagarinova ulica) — улица в Братиславе в городских районах Ружинов и Вракуня, в городском округе Братислава II.
Является одной из важнейших транспортных артерий Братиславы. Протяжённость улицы — 6 км.

## Описание
Улица проходит с запада на восток. На западном конце, в непосредственной близости от разноуровневого пересечения с Байкальской улицей, к ней примыкает Prievozská ulica (Превозская улица). На восточной оконечности улица Гагарина переходит в Попрадскую улицу (Popradská ulica).
По всей своей длине улица Гагарина имеет четыре полосы для движения транспорта, по две в каждом направлении. На улице осуществляется не только внутригородское движение, она также используется в качестве вылетной магистрали, сообщаясь с автомагистралью D1. По всей длине улицы имеется троллейбусное сообщение.
На улице Гагарина находится кладбище Вракуня.

### Участок «Превозская улица — Томашикова улица»
На этом участке по улице Гагарина проходит граница между микрорайоном Травники с северной стороны и микрорайоном Превоз с южной стороны.

### Участок «Томашикова улица — автомагистраль D1»
На этом участке по улице проходит граница между микрорайоном Пошень с северной стороны и микрорайоном Превоз с южной стороны.

### Участок «Автомагистраль D1 — Попрадская улица»
На этом участке по улице проходит граница между городским районом Вракуня с северо-восточной стороны и микрорайоном Превоз с юго-западной стороны.

## Происхождение названия
Названа в честь советского космонавта Юрия Алексеевича Гагарина (1934—1968).

## Близлежащие улицы
- Улица Превозская
- Попрадская улица
- Граничная улица
- Дятелиновая улица
- Улица Подлучинского
- Улица Бродна
- Улица Мира
- Млынске-Луги
- Улица Ондрейова
- Стройницкая улица
- Автомагистраль D1